# بنو ثابت
بنو ثابت (1324م - 1416م) هي مملكة عربية تأسست بطرابلس الغرب حيث ينحدر مؤسسوها من ذرية "وشاح بن عامر السُلمي" من بني دبَّاب إحدى بطون بني سليم في إفريقية. آل لهم حكم طرابلس من سنة 724 هـ/ 1324م وظلوا يحكمونها حتى 1416م.
امتد حكم من طرابلس الغرب حتى قابس بالإضافة لجبل نفوسة تحت وصاية الدولة الحفصية، وحوَّلوا البلاد إلى إقطاعيات اقتسموها فيما بينهم، بعد أن ازاحوا عنها ملك هوارة وزناتة، وكانوا هم المتصرفين الفعليين فيها، ولم يكن للسلطة الحفصية المركزية في تونس عليهم من سلطان سوى تعيين القضاة على مدينة طرابلس.
وهكذا تمكن الوشاحيين أخيراً من إنتزاع حكم البلاد لهم وخرجوا بها من ظل الحفصيين وتولت البلاد سلالة منهم تُعرف بسلالة “بنو عمَّار” أو “بنو ثابت” وأحياناً “بنو ثابت بن عمِّار”.
وكان “بنو ثابت” من الأسر الطرابلسية الشهيرة في البلاد، وأول من تولى الحكم منهم كان هو “ثابت بن محمد بن ثابت بن عمَّار”، وكان ذلك سنة 1323م (727 هـ(1)) بعد أن طرد أهالي البلاد واليها السابق “محمد بن أبي عمران” الحفصي لتنتهي بذلك رسمياً حكم الحفصيين بطرابلس.

## تاريخ
في عام 755هـ، احتل تجار جنوة مدينة طرابلس وهرب ثابت بن محمد بن ثابت الثاني من المدينة(2) ولم يستطع الأهالي الدفاع عنها، وغلبوا على أمرهم فاحتلوا البلاد ونهبوا الأموال وأسروا الرجال وسبوا النساء، ونقلوا الغنائم الى جنوة، فتدخل بنو مكي الأمازيغ، بزعامة أبو العبّاس أحمد بن مكي وكان حاكماً لقابس تابعاً لبنو ثابت وتفاوض مع المحتلين وطلبوا منه دفع خمسين ألف مثقال من الذهب العين، فوافق على ذلك وأرسل الى السلطان أبي عنان في تونس يطلب المعونة لدفع المبلغ، لكنه لم يفعل مما أدى بأحمد بدفع ما يملك ودعمه أهل قابس والجريد، في ذلك ودُفع المبلغ، لتتحرر طرابلس وقد مكث فيها الجنويين حوالي خمسة أشهر. وقد أرسل إليه أبو عنان فيما بعد قيمة المال الذي دفعه فأعتذر عن أخذه.
ولى أبوعنان أحمد بن مكي على طرابلس وبقي أميراً عليها إلى وفاته عام 766 هـ، وتولى ابنه عبد الرحمن الولاية بعد وفاة الأب لكن الناس كرهوه وسئموا حكمه لسوء معاملته وعجز عن ابداء الرأي واستبداده. فاحتل أبو بكر بن ثابت طرابلس بأسطول أتى به من مصر حيث ساندته الأهالي للتخلص من ولاية عبد الرحمن بن مكي وحسن أبوبكر بن ثابت علاقته مع الدولة الحفصية وأعلن ولاءه لهم.
في 792 هـ، توفي أبا بكر بن محمد وتولى ابن أخيه علي بن عمران بن محمد بن ثابت الولاية وانفصل عن الحفصيين فحاصروه مدة سنة إلا إنه قاوم ذلك ودعم الحفصيون ابن عمه يحيى بن أبي بكر واحتلوا طرابلس وقبضوا على علي بن عمران. وولوا يحيى بن أبي بكر ولاية طرابلس، لكن الحفصيين قرروا عزل يحيى بن أبي بكر وتعيين رجلا من غير بني ثابت عليها. وبذلك انقرض حكم وإمارة بني ثابت من طرابلس، بعد أن حكموها نحو 79سنة.

## قائمة الحكام
- ثابت بن محمد (الأول) (727هـ[5] – )
- محمد بن ثابت (... – 730هـ) : غزا جزيرة جربة وضمها الى طرابلس واستعادها بنو حفص سنة 748 هـ.[2]
- ثابت بن محمد بن ثابت الثاني (749 هـ(4) – 755هـ[2])
- أبوبكر بن ثابت (– 792 هـ [4])
- علي بن عمران بن محمد بن ثابت (792 هـ [4] – )
- يحيى بن أبي بكر بن ثابت آخر الحكام.[4]

## الهوامش
- 1 : حسب ابن خلدون[5] كان ذلك سنة 727 هـ (سنتي 1326م و1327م): «ثم ثار به جماعة زكوجة وقتلوه في مغتسله عند الآذان بالصبح، وولّوا محمدا ابن شيخهم ثابت بن عمّار أعوام سبعة وعشرين فاستبدّ بأمر طرابلس نحوا من عشرين سنة وظل الدولة متقلّص عنه»
- 2 : قُتل على يد أولاد مرغم أمراء الجواري صبرًا لدمّ كان أصابه منهم في رياسته.[5]
- 4 : مدة حكمه ستة سنوات.[5]

### فهرس
1. 1 2 3  طبيب (2021).
2. 1 2 3 4 5  الصلابي (1998)، ص. 367.
3. ↑  ابن خلدون (1981)، ج. 6، ص. 616.
4. 1 2 3 4 5  الصلابي (1998)، ص. 368.
5. 1 2 3 4  ابن خلدون (1981)، ج. 6، ص. 615.

### المعلومات المفصلة للمراجع
- علي الصلابي (1998)، دولة الموحدين، عَمَّان: دار البيارق للنشر، QID:Q119170563
- "دولة الوشاحيين في طرابلس الغرب". hishamtabib. 15 سبتمبر 2021. مؤرشف من الأصل في 2023-06-07. اطلع عليه بتاريخ 2023-06-07. {{استشهاد ويب}}: الوسيط |الأول= يفتقد |الأخير= (مساعدة)
- ابن خلدون (1981)، العبر وديوان المُبتدأ والخبر في تاريخ العرب والبربر ومن عاصرهم من ذوي الشأن الأكبر، مراجعة: سهيل زكار. تحقيق: خليل شحادة (ط. 1)، بيروت: دار الفكر، OCLC:236018229، QID:Q114684142